# Cornelia (Georgie)
Cornelia je město v Habersham County, v Georgii, ve Spojených státech amerických. V roce 2011 žilo ve městě 4164 obyvatel. Ve městě je jedna z největších soch jablka na světě. Socha byla postavena jako pocta pěstitelům jablek s okresu Habersham.

## Demografie
Podle sčítání lidí v roce 2000 žilo ve městě 3674 obyvatel, 1488 domácností a 958 rodin. V roce 2011 žilo ve městě 2016 mužů (48,4%), a 2148 žen (51,6%). Průměrný věk obyvatele je 32 let.